# 通方機械製造
邯鄲礦業集團通方機械製造有限公司，是冀中能源集團旗下公司，是在2005年當時邯鄲礦業集團機械總廠改制成立，主要業務生產液压支架、刮板输送机、带式输送机等。其主要工廠包括鉚焊、托輥、鑄膠、熱處理、成裝、鑄造、加工。總經理為张文廷。
2007年，邯鄲礦業集團和其他企業組成冀中能源集團，已被河北省政府国资委批准。